# Бряза (Бузеу)
Бряза (рум. Breaza) — село у повіті Бузеу в Румунії. Адміністративний центр комуни Бряза.
Село розташоване на відстані 80 км на північний схід від Бухареста, 23 км на захід від Бузеу, 123 км на захід від Галаца, 95 км на південний схід від Брашова.

## Населення
За даними перепису населення 2002 року у селі проживали 1214 осіб. Рідною мовою 1213 осіб (99,9%) назвали румунську.
Національний склад населення села:
| Національність | Кількість осіб | Відсоток |
| -------------- | -------------- | -------- |
| румуни         | 1176           | 96,9%    |
| цигани         | 37             | 3,0%     |